# Ovi Calavi
Ovi Calavi (en llatí Ovius Calavius) va ser un dels líders de la conspiració que va esclatar a Càpua contra Roma l'any 314 aC, junt amb el seu germà Novi Calavi. Gai Meni va ser nomenat dictador romà per posar fi a la revolta. Es creu que els dos germans, temerosos, van fugir.